# Thielavia arenaria
Thielavia arenaria är en svampart som beskrevs av Mouch. 1973. Thielavia arenaria ingår i släktet Thielavia och familjen Chaetomiaceae.   Inga underarter finns listade i Catalogue of Life.